# هود بن محكم الهواري
هود بن مُحَكَّم بن هود الهَوَّاري (توفي في النصف الثاني من التاسع القرن)، هو مفسر إباضي للقرآن في شمال إفريقيا. لا يُعرف عن حياته الكثير. يُعتقد أنه عاش في قبيلة الهوارة الأمازيغية في منطقة جبال الأوراس في الجزائر حاليًا.والده أفلح بن عبد الوهاب (823-871)، إمام السلالة الرستمية (778-909)، عمل قاضيًا.

## سيرة
لم يُحدد العام الذي ولد فيه الشيخ هود، ولكن المصادر تُقدر بأنه ولد في العقد الأول أو الثاني من القرن الثالث الهجري ( 200- 220هـ ).
عاش الشيخ في القرن الثالث الهجري، وكان لا يزال حيًا بين (208 – 258 هـ)، وذلك أن أفلح بن عبد الوهاب (ت : 258هـ) عينه قاضيًا على العاصمة تيهرت في عهده (حكم : 208 – 258 هـ).
نُشر تفسيره للقرآن لأول مرة في عام 1990 في أربعة مجلدات بناءً على خمس مخطوطات إباضية ويشير ناشر العمل، وهو إباضي بالجزائر، في مقدمة الطبعة إلى أن المؤلف ليس له على ما يبدو تفسيره الخاص للقرآن، ولكن في شمال إفريقيا، وخاصة في القيروان المعروف بالتفسير -بقلم يحيى بن سلام البصري (ت 815) في نسخة مختصرة دون تسمية كاتب الأصل. ورد في إحدى المخطوطات كملاحظة هامشية أن العمل كان «منسوبًا» فقط إلى هود بن محكم (مضاف إلى ).
المؤرخ الإباضي ابن سلام († 887) كرس في كتابه «بدء الإسلام وشرائع الدين» فصل كامل للذين لديهم تفكير مماثل، بمن فيهم أفراد من الهوارة، الذين استقروا في القيروان وحولها وشاركوا في حياة العلماء هناك. من المحتمل أن تكون هذه الاتصالات قد سمحت للإباضيين بالوصول إلى تفسير القرآن بقلم يحيى بن سلام البصري، المعروف في المدينة.
تكمن أهمية التفسير المكون من أربعة مجلدات بشكل أساسي في حقيقة أن ابن محكم يستشهد بالتفسير القرآني ليحيى بن سلام البصري، وبالتالي يوفر الوصول إلى هذا العمل، والذي لا يتوفر إلا في أجزاء وطبعات جزئية.

## أقوال عنه
قال فيه الشيخ الشماخي : «... وكان في الطبقة العليا علما وتقى...»، وقال فيه الشيخ علي يحيى معمر : «... هو شخصية من الشخصيات اللامعة التي تتهرب من الظهور وتتباعد عن الأضواء، ولكن الناس يلاحقونها ويسلطون عليها أنوارهم الكاشفة... وقد كان محكم منذ صغره ذكيا قويم الخلق، فتعلم العلم ونبغ فيه، وأنشأته أسرته المؤمنة على دين وتقوى، فشب لا يخاف إلا الله، ولا يرجو غير الله، عازفا عن الدنيا مترفعا عن ملاذها وشهواتها، مجافيا لعبيدها» إلى أن قال :«وقد عرفه الناس كما هو بعلمه وبخلقه وبدينه وبشدته في الحق وتعلقه بالله فاحترموه لهذا الخلق وأحبوه من أجلها».

## دراسات
- عابد، عابد منصور (2009). "المسائل العقدية في تفسير كتاب الله العزيز للشيخ هود بن محكم الهوارى الاباضى"دراسة ونقد"". جامعة الأزهر. مؤرشف من الأصل في 2017-12-17. اطلع عليه بتاريخ 2021-07-28.

### فهرس
1. ↑  بن راشد السعدي, مهنا (22 Jan 2014). "هود بن محكم الهواري". أشعة من الفكر الإباضي (بالإنجليزية الأمريكية). Archived from the original on 2017-07-07. Retrieved 2021-07-28.
2. ↑  The Encyclopaedia of Islam. New Edition. Brill, Leiden. Band 3, الصفحات 295.
3. ↑  بالحاج بن سعيد شريفي, الصفحة 13
4. ↑  "هل عاش في قرية "بوصالح" الأوراسية؟". الشروق أونلاين (بar-DZ). 27 Jun 2020. Archived from the original on 2020-09-11. Retrieved 2021-07-28.{{استشهاد ويب}}:  صيانة الاستشهاد: لغة غير مدعومة (link)
5. ↑  The Encyclopaedia of Islam. New Edition. Brill, Leiden. Band 7, الصفحات 638.
6. ↑  الهواري. ،كتاب الله العزيز. ج. 3. ص. 1.
7. ↑  سليمان داود بن يوسف (1992م). مساهمة علماء الإباضية في علم التفسير والحديث والفقه والبيان. مطبعة أبو داود. ص. 25.
8. 1 2  بحاز وآخرون. معجم أعلام الإباضية (PDF). ج. 2. ص. 961. مؤرشف من الأصل (PDF) في 2021-06-04.
9. ↑  عمرو خليفة النامي (2001م). دراسات عن الإباضية (ط. 1). بيروت، لبنان: دار الغرب الإسلامي. ص. 112.
10. ↑  الشيباني. الإنـتـاج الإبـاضي في علـم التفسيـر.
11. ↑  Kurzbeschreibung der Handschriften bei Claude Gilliot (1995), الصفحات 244 und bei بالحاج بن سعيد شريفي, الصفحات 40–43
12. ↑  Fuat Sezgin (1967), الصفحات 39.
13. ↑  بالحاج بن سعيد شريفي, الصفحات 20–23.
14. ↑  Josef van Ess (1976), الصفحات 43. Anm. 38.
15. ↑  Siehe: Werner Schwartz: Die Anfänge der Ibaditen in Nordafrika. Der Beitrag einer islamischen Minderheit zur Ausbreitung des Islamالصفحات الصفحات 31–32 und Anm. 5; الصفحات 337 (Index). Bonn 1983 (Studien zum Minderheitenproblem im Islam 8).
16. ↑  Hrsg. Werner Schwartz und aš-Šaiḫ Sālim ibn Yaʿqūb. Bibliotheca Islamica. Band 33. Wiesbaden 1986
17. ↑  بدء الإسلام وشرائع الدين (PDF). 1986. مؤرشف من الأصل (PDF) في 2021-07-28.
18. ↑  Siehe الصفحات 132–135.
19. ↑  بالحاج بن سعيد شريفي، الصفحات 15–17.
20. ↑  Claude Gilliot (1995), الصفحات 244–248.
21. ↑  أحمد بن سعيد الشماخ (1412هـ / 1992م). كتاب السير  ج1 (ط. 2). سلطنة عمان: وزارة التراث والثقافة. ص. 167. {{استشهاد بكتاب}}: تحقق من التاريخ في: |سنة= (مساعدة) والوسيط غير المعروف |محقق1= تم تجاهله (مساعدة)
22. ↑  علي يحيى معمر (1993م). "الحلقة الرابعة". الإباضية في موكب التاريخ (ط. 2). السيب، سلطنة عمان،. ج. الثالث. ص. 138. {{استشهاد بكتاب}}: النص "ناشرمكتبة الضامري" تم تجاهله (مساعدة)صيانة الاستشهاد: مكان بدون ناشر (link)

### المعلومات الكاملة للمراجع
- فؤاد سزكين : تاريخ الأدب العربي. المجلد 1، ص.41. بريل، ليدن 1967.
- يوسف فان إس : تحقيقات في بعض المخطوطات الإباضية. في:مجلة الجمعية الشرقية الألمانية (ZDMG)، 126 (1976)، الصفحة. 25ff. هنا: ص 42-43
- كلود جيليوت:التفسير القرآني للإباضي هود بن محكم. في: مجلة الجمعية الشرقية الألمانية، المجلد التكميلي الحادي عشر: السادس والعشرون (1995)، ص 243-249.
- حمادي الصمود، : مفسّر شرقي في أفريقية: يحيى بن. سلام. In: Institut des belles lettres arabes 33 (1970-1972)، الصفحات.227-242.
- بن محكم الهواري الأوراسي الجزائري، هود (1990م). بالحاج بن سعيد شريفي (المحرر). تفسير كتاب الله العزيز (ط. 1). بيروت، لبنان.: دار الغرب الإسلامي. ج. 1. ص. 5–38.